# Eloar Guazzelli Filho
Eloar Guazzelli Filho (Vacaria, 1962) é um ilustrador, animador  e quadrinista brasileiro.  Publica quadrinhos desde os anos 1990, tendo sido premiado no Yomiuri International Cartoon Contest (1991) e no Salão Internacional de Humor de Piracicaba em 1991, 1992 e 1994. Também foi primeiro colocado na 2ª Bienal Internacional de Quadrinhos, no Rio de Janeiro, na categoria "Quadrinhos". É filho do advogado Eloar Guazzelli.
Guazzelli também ganhou o Troféu HQ Mix: Desenhista revelação em 1994; livro infantil em 1999 e 2000; e publicação independente edição única (com O relógio insano) em 2008.
Formado em Artes Plásticas pela Universidade Federal do Rio Grande do Sul, apresentou em 2009 uma tese de mestrado sobre o quadrinista Renato Canini na Escola de Comunicações e Artes da Universidade de São Paulo.
Em 2010, publicou pela editora Peirópolis uma quadrinização do conto Demônios de Aluísio Azevedo.
Em 2016, ilustrou os livros do Sítio do Picapau Amarelo de Monteiro Lobato para a Globo Livros.
Em 2020, Guazzelli ganhou o Prêmio Vladimir Herzog na categoria "Prêmio Destaque Vladimir Herzog Continuado" ao lado de outros 109 cartunistas que participaram do movimento "Charge Continuada", que consistiu na recriação por centenas de artistas de uma charge de Renato Aroeira que fora alvo de um pedido de investigação pelo governo brasileiro por associar o presidente Jair Bolsonaro com o nazismo.